# Categoría Primera B 2012
Die Categoría Primera B 2012, nach einem Sponsor Torneo Postobón genannt, war die dreiundzwanzigste Spielzeit der zweiten kolumbianischen Spielklasse im Fußball der Herren, die aus Apertura und Finalización bestand. Sie begann am 28. Januar 2012 und endete am 1. Dezember. Vorjahresmeister war Deportivo Pasto. Absteiger aus der ersten Liga waren Deportivo Pereira und América de Cali.
Meister wurde Alianza Petrolera, das damit in die erste Liga aufsteigen konnte. Der Vizemeister América de Cali verlor in der Relegation gegen Cúcuta Deportivo.

## Modus
Es wurden zwei Turniere gespielt, die Apertura und die Finalización. Zunächst spielten alle 18 Mannschaften im Ligamodus einmal gegeneinander, zusätzlich gab es einen Spieltag mit Clásicos, an dem Spiele mit Derby-Charakter ausgetragen werden. Die ersten acht Mannschaften qualifizierten sich für die Halbfinalgruppen, in denen in zwei Gruppen mit jeweils vier Mannschaften zwei Finalteilnehmer ausgespielt wurden, die den Halbserienmeister ermittelten.
Die beiden Halbserienmeister spielten einen Meister aus, der direkt aufstieg. Der Vizemeister spielte eine Relegation gegen den Vorletzten der ersten Liga. Wenn eine Mannschaft beide Halbserien gewonnen hätte, wäre sie automatisch Meister geworden. Die nächstbeste Mannschaft in der Gesamttabelle hätte dann die Relegation gespielt. Absteiger aus der zweiten Liga gab es nicht.

## Teilnehmer
Die folgenden Vereine nahmen an den beiden Halbserien der Spielzeit 2012, Apertura und Finalización, teil. Nach dem Umzug von Centauros Villavicencio nach Popayán während der vorherigen Spielzeit, spielte der Verein nun unter dem neuen Namen Universitario Popayán. Der Verein Pacífico FC zog nach Sincelejo um und wurde in Sucre FC umbenannt. Academia FC spielte nur die Hinserie, für die Rückserie wurde das Startrecht an Llaneros FC aus Villavicencio verkauft. Alianza Petrolera wurde vom Erstligaverein Atlético Nacional unterstützt und zog im Laufe der Spielzeit nach Guarne um, wo sich auch der Verwaltungssitz von Atlético Nacional befindet. Eine Änderung des Namens in Alianza Oriente wurde diskutiert, aber nicht vollzogen.
| Mannschaft | Stadt                                | Stadion                                                    | Kapazität        |
| --- | ------------------------------------ | ---------------------------------------------------------- | ---------------- |
| Academia FC 2 | Bogotá                               | Compensar                                                  | 4500             |
| Alianza Petrolera | Barrancabermeja 1 Bucaramanga Guarne | Daniel Villa Zapata Alfonso López Diego Palacios Gutiérrez | 8000 28.000 1450 |
| América de Cali | Cali                                 | Olímpico Pascual Guerrero                                  | 33.130           |
| Barranquilla FC | Barranquilla                         | Romelio Martínez Metropolitano 4                           | 20.000 46.788    |
| Bogotá FC | Bogotá                               | Alfonso López Pumarejo Metropolitano de Techo 5            | 15.000 10.000    |
| Atlético Bucaramanga | Bucaramanga                          | Alfonso López                                              | 28.000           |
| Cortuluá | Tuluá                                | Doce de Octubre                                            | 16.000           |
| Dépor FC | Cali                                 | Olímpico Pascual Guerrero                                  | 33.130           |
| Expreso Rojo | Soacha                               | Luis Carlos Galán Sarmiento                                | 8000             |
| Fortaleza FC | Zipaquirá                            | Municipal Los Zipas                                        | 5000             |
| Llaneros FC 3 | Bogotá Villavicencio                 | Compensar Esperanza 3                                      | 4500 6000        |
| Unión Magdalena | Santa Marta                          | Eduardo Santos                                             | 22.000           |
| Deportivo Pereira | Pereira                              | Hernán Ramírez Villegas                                    | 31.192           |
| Universitario Popayán | Popayán                              | Ciro López                                                 | 5000             |
| Deportivo Rionegro | Rionegro                             | Alberto Grisales                                           | 14.000           |
| Real Santander | Bucaramanga                          | Alfonso López                                              | 28.000           |
| Sucre FC | Sincelejo                            | Arturo Cumplido Sierra                                     | 5000             |
| Uniautónoma FC | Sabanalarga                          | Marcos Henríquez                                           | 8000             |
| Valledupar FC | Valledupar                           | Armando Maestre Pavajeau                                   | 10.000           |
| 1 Alianza Petrolera spielte zunächst im eigenen Stadion in Barrancabermeja. Wegen Umbaumaßnahmen trug der Verein dann seine Heimspiele zunächst in Bucaramanga aus und danach in Guarne, wo sich der Geschäftssitz von Atlético Nacional befindet, dessen finanzielle Unterstützung Alianza Petrolera 2011 erhielt.2 Academia FC nahm nur an der Apertura teil.3 Llaneros FC nahm nur an der Finalización teil.4 Barranquilla FC trug seine Heimspiele für einen Monat im Stadion von Junior aus, dem Estadio Metropolitano Roberto Meléndez.5 Bogotá FC zog zu Beginn der Hinserie innerhalb von Bogotá um.6 Das Heimstadion von Llaneros FC in Villavicencio, das Estadio Manuel Calle Lombana, wurde umgebaut. Deswegen trug der Verein die ersten Spiele im Estadio de Compensar in Bogotá aus und danach im Estadio La Esperanza in Villavicencio |                                      |                                                            |                  |

## Apertura

### Ligaphase

#### Tabelle
| Pl. | Verein                | Sp. | S  | U | N  | Tore    | Diff. | Punkte |
| --- | --------------------- | --- | -- | - | -- | ------- | ----- | ------ |
| 1.  | América de Cali (A)   | 18  | 12 | 2 | 4  | 033:150 | +18   | 38     |
| 2.  | Cortuluá              | 18  | 9  | 6 | 3  | 024:140 | +10   | 33     |
| 3.  | Deportivo Rionegro    | 18  | 9  | 5 | 4  | 033:190 | +14   | 32     |
| 4.  | Sucre FC              | 18  | 8  | 7 | 3  | 022:180 | +4    | 31     |
| 5.  | Uniautónoma FC        | 18  | 8  | 6 | 4  | 027:190 | +8    | 30     |
| 6.  | Universitario Popayán | 18  | 9  | 3 | 6  | 025:180 | +7    | 30     |
| 7.  | Unión Magdalena       | 18  | 8  | 4 | 6  | 027:210 | +6    | 28     |
| 8.  | Real Santander        | 18  | 8  | 3 | 7  | 025:230 | +2    | 27     |
| 9.  | Fortaleza FC          | 18  | 7  | 5 | 6  | 025:260 | −1    | 26     |
| 10. | Valledupar FC         | 18  | 6  | 6 | 6  | 026:280 | −2    | 24     |
| 11. | Deportivo Pereira (A) | 18  | 6  | 5 | 7  | 021:230 | −2    | 23     |
| 12. | Bogotá FC             | 18  | 5  | 5 | 8  | 024:340 | −10   | 20     |
| 13. | Academia FC           | 18  | 4  | 7 | 7  | 022:220 | ±0    | 19     |
| 14. | Dépor FC              | 18  | 5  | 3 | 10 | 023:340 | −11   | 18     |
| 15. | Alianza Petrolera     | 18  | 3  | 8 | 7  | 019:270 | −8    | 17     |
| 16. | Atlético Bucaramanga  | 18  | 4  | 5 | 9  | 018:270 | −9    | 17     |
| 17. | Barranquilla FC       | 18  | 4  | 4 | 10 | 018:280 | −10   | 16     |
| 18. | Expreso Rojo          | 18  | 3  | 4 | 11 | 008:240 | −16   | 13     |

| (A) | Absteiger aus der Categoría Primera A: América de Cali, Deportivo Pereira |

### Halbfinal-Phase

#### Gruppe A
| Pl. | Verein                | Sp. | S | U | N | Tore    | Diff. | Punkte |
| --- | --------------------- | --- | - | - | - | ------- | ----- | ------ |
| 1.  | América de Cali       | 6   | 4 | 2 | 0 | 014:600 | +8    | 14     |
| 2.  | Deportivo Rionegro    | 6   | 2 | 3 | 1 | 011:800 | +3    | 09     |
| 3.  | Universitario Popayán | 6   | 2 | 0 | 4 | 007:900 | −2    | 06     |
| 4.  | Real Santander        | 6   | 1 | 1 | 4 | 010:190 | −9    | 04     |

#### Gruppe B
| Pl. | Verein          | Sp. | S | U | N | Tore    | Diff. | Punkte |
| --- | --------------- | --- | - | - | - | ------- | ----- | ------ |
| 1.  | Unión Magdalena | 6   | 3 | 2 | 1 | 009:500 | +4    | 11     |
| 2.  | Uniautónoma FC  | 6   | 2 | 2 | 2 | 007:700 | ±0    | 08     |
| 3.  | Sucre FC        | 6   | 2 | 1 | 3 | 005:600 | −1    | 07     |
| 4.  | Cortuluá        | 6   | 1 | 3 | 2 | 007:100 | −3    | 06     |

### Finale
| Datum                                                                                  |                 | Ergebnis        |                 | Ort         |
| -------------------------------------------------------------------------------------- | --------------- | --------------- | --------------- | ----------- |
| 27.06.2012                                                                             | Unión Magdalena | 1:1 (0:1)       | América de Cali | Santa Marta |
| 03.07.2012                                                                             | América de Cali | 1:1 (0:0)       | Unión Magdalena | Cali        |
| Gesamt:                                                                                | Unión Magdalena | 2:2 (5:4 i. E.) | América de Cali |             |
| damit wurde América de Cali Meister der Apertura und qualifizierte sich für das Finale |                 |                 |                 |             |

### Torschützenliste
Bei gleicher Anzahl von Treffern sind die Spieler alphabetisch geordnet.
| Pl. | Spieler               | Mannschaft         | Tore |
| --- | --------------------- | ------------------ | ---- |
| 1.  | Jefferson Duque       | Deportivo Rionegro | 20   |
| 2.  | Michael Barrios       | Uniautónoma FC     | 12   |
| 2.  | Sergio Esteban Romero | Real Santander     | 12   |
| 4.  | Paulo César Arango    | América de Cali    | 11   |
| 5.  | Yuberney Franco       | Uniautónoma FC     | 10   |
| 5.  | Luis Ferney Ríos      | Real Santander     | 10   |

## Finalización

### Ligaphase

#### Tabelle
| Pl. | Verein                | Sp. | S  | U | N  | Tore    | Diff. | Punkte |
| --- | --------------------- | --- | -- | - | -- | ------- | ----- | ------ |
| 1.  | Deportivo Pereira (A) | 18  | 13 | 4 | 1  | 037:140 | +23   | 43     |
| 2.  | Alianza Petrolera     | 18  | 10 | 4 | 4  | 035:180 | +17   | 34     |
| 3.  | América de Cali (A)   | 18  | 10 | 4 | 4  | 031:180 | +13   | 34     |
| 4.  | Deportivo Rionegro    | 18  | 9  | 4 | 5  | 025:190 | +6    | 31     |
| 5.  | Universitario Popayán | 18  | 9  | 3 | 6  | 020:210 | −1    | 30     |
| 6.  | Cortuluá              | 18  | 8  | 5 | 5  | 027:250 | +2    | 29     |
| 7.  | Uniautónoma FC        | 18  | 6  | 9 | 3  | 023:200 | +3    | 27     |
| 8.  | Atlético Bucaramanga  | 18  | 8  | 3 | 7  | 022:240 | −2    | 27     |
| 9.  | Valledupar FC         | 18  | 6  | 7 | 5  | 015:120 | +3    | 25     |
| 10. | Sucre FC              | 18  | 7  | 4 | 7  | 019:220 | −3    | 25     |
| 11. | Bogotá FC             | 18  | 7  | 2 | 9  | 022:300 | −8    | 23     |
| 12. | Unión Magdalena       | 18  | 6  | 3 | 9  | 019:200 | −1    | 21     |
| 13. | Dépor FC              | 18  | 4  | 7 | 7  | 022:250 | −3    | 19     |
| 14. | Fortaleza FC          | 18  | 5  | 4 | 9  | 014:180 | −4    | 19     |
| 15. | Expreso Rojo          | 18  | 4  | 4 | 10 | 012:180 | −6    | 16     |
| 16. | Real Santander        | 18  | 4  | 4 | 10 | 022:310 | −9    | 16     |
| 17. | Barranquilla FC       | 18  | 4  | 3 | 11 | 022:370 | −15   | 15     |
| 18. | Llaneros FC           | 18  | 3  | 4 | 11 | 011:260 | −15   | 13     |

| (A) | Absteiger aus der Categoría Primera A: América de Cali, Deportivo Pereira |

### Halbfinal-Phase
Bei Punktegleichstand ist der Tabellenplatz der Ligaphase entscheidend.

#### Gruppe A
| Pl. | Verein             | Sp. | S | U | N | Tore    | Diff. | Punkte |
| --- | ------------------ | --- | - | - | - | ------- | ----- | ------ |
| 1.  | Deportivo Rionegro | 6   | 3 | 0 | 3 | 008:800 | ±0    | 09     |
| 2.  | Uniautónoma FC     | 6   | 3 | 0 | 3 | 011:110 | ±0    | 09     |
| 3.  | Deportivo Pereira  | 6   | 2 | 2 | 2 | 007:800 | −1    | 08     |
| 4.  | Cortuluá           | 6   | 2 | 2 | 2 | 008:700 | +1    | 08     |

#### Gruppe B
| Pl. | Verein                | Sp. | S | U | N | Tore    | Diff. | Punkte |
| --- | --------------------- | --- | - | - | - | ------- | ----- | ------ |
| 1.  | Alianza Petrolera     | 6   | 5 | 0 | 1 | 015:600 | +9    | 15     |
| 2.  | América de Cali       | 6   | 3 | 0 | 3 | 006:100 | −4    | 09     |
| 3.  | Universitario Popayán | 6   | 3 | 0 | 3 | 009:110 | −2    | 09     |
| 4.  | Atlético Bucaramanga  | 6   | 1 | 0 | 5 | 005:800 | −3    | 03     |

### Finale
| Datum                                                                                        |                    | Ergebnis  |                    | Ort      |
| -------------------------------------------------------------------------------------------- | ------------------ | --------- | ------------------ | -------- |
| 22.11.2012                                                                                   | Deportivo Rionegro | 0:1 (0:1) | Alianza Petrolera  | Rionegro |
| 25.11.2012                                                                                   | Alianza Petrolera  | 3:1 (2:0) | Deportivo Rionegro | Envigado |
| Gesamt:                                                                                      | Deportivo Rionegro | 1:4       | Alianza Petrolera  |          |
| damit wurde Alianza Petrolera Meister der Finalización und qualifizierte sich für das Finale |                    |           |                    |          |

### Torschützenliste
Bei gleicher Anzahl von Treffern sind die Spieler alphabetisch geordnet.
| Pl. | Spieler                | Mannschaft        | Tore |
| --- | ---------------------- | ----------------- | ---- |
| 1.  | Andrés Rentería        | Alianza Petrolera | 15   |
| 2.  | Carlos Rodas           | Cortuluá          | 12   |
| 3.  | Luis Fernando Mosquera | Deportivo Pereira | 10   |
| 3.  | Luis Ríos              | Real Santander    | 10   |
| 5.  | Harry Castillo         | Uniautónoma FC    | 9    |
| 5.  | Luis Enrique Díaz      | Bogotá FC         | 9    |
| 5.  | José Izquierdo         | Deportivo Pereira | 9    |

## Finale
| Datum                                                                          |                   | Ergebnis        |                   | Ort      |
| ------------------------------------------------------------------------------ | ----------------- | --------------- | ----------------- | -------- |
| 28.11.2012                                                                     | Alianza Petrolera | 2:1 (0:0)       | América de Cali   | Envigado |
| 01.12.2012                                                                     | América de Cali   | 1:0 (1:0)       | Alianza Petrolera | Cali     |
| Gesamt:                                                                        | Alianza Petrolera | 2:2 (3:4 i. E.) | América de Cali   |          |
| damit wurde Alianza Petrolera Meister und stieg in die Categoría Primera A auf |                   |                 |                   |          |

## Relegation
| Datum                                                                                                  |                  | Ergebnis  |                  | Ort    |
| --- | ---------------- | --------- | ---------------- | ------ |
| 07.12.2012                                                                                             | América de Cali  | 1:4 (0:1) | Cúcuta Deportivo | Cali   |
| 12.12.2012                                                                                             | Cúcuta Deportivo | 1:2 (1:0) | América de Cali  | Cúcuta |
| Gesamt:                                                                                                | América de Cali  | 3:5 (0:1) | Cúcuta Deportivo |        |
| damit blieb Cúcuta Deportivo in der Categoría Primera A und América de Cali in der Categoría Primera B |                  |           |                  |        |

## Gesamttabelle
Für die Reclasificación wurden alle Spiele der Spielzeit 2012 sowohl der Liga- als auch der Halbfinalphase sowie der Finalspiele zusammengezählt. Sie wäre wichtig gewesen, wenn eine Mannschaft beide Halbserien gewonnen hätte. Dann hätte die nächstbeste Mannschaft der Gesamttabelle die Relegation gespielt.
| Pl. | Verein                | Sp. | S  | U  | N  | Tore    | Diff. | Punkte |
| --- | --------------------- | --- | -- | -- | -- | ------- | ----- | ------ |
| 1.  | América de Cali       | 52  | 30 | 10 | 12 | 089:520 | +37   | 100    |
| 2.  | Deportivo Rionegro    | 50  | 23 | 12 | 15 | 080:580 | +22   | 81     |
| 3.  | Cortuluá              | 48  | 20 | 16 | 12 | 066:560 | +10   | 76     |
| 4.  | Alianza Petrolera     | 46  | 21 | 12 | 13 | 075:540 | +21   | 75     |
| 5.  | Universitario Popayán | 48  | 23 | 6  | 19 | 061:590 | +2    | 75     |
| 6.  | Deportivo Pereira     | 42  | 21 | 11 | 10 | 065:450 | +20   | 74     |
| 7.  | Uniautónoma FC        | 48  | 19 | 17 | 12 | 068:570 | +11   | 74     |
| 8.  | Sucre FC              | 42  | 17 | 12 | 13 | 046:460 | ±0    | 63     |
| 9.  | Unión Magdalena       | 44  | 17 | 11 | 16 | 057:480 | +9    | 62     |
| 10. | Valledupar FC         | 36  | 12 | 13 | 11 | 041:400 | +1    | 49     |
| 11. | Real Santander        | 42  | 13 | 8  | 21 | 057:730 | −16   | 47     |
| 12. | Atlético Bucaramanga  | 42  | 13 | 8  | 21 | 044:600 | −16   | 47     |
| 12. | Fortaleza FC          | 36  | 12 | 9  | 15 | 039:440 | −5    | 45     |
| 14. | Bogotá FC             | 36  | 12 | 7  | 17 | 046:640 | −18   | 43     |
| 15. | Dépor FC              | 36  | 9  | 10 | 17 | 045:590 | −14   | 37     |
| 16. | Llaneros FC           | 36  | 7  | 11 | 18 | 033:500 | −17   | 32     |
| 17. | Barranquilla FC       | 36  | 8  | 7  | 21 | 040:650 | −25   | 31     |
| 18. | Expreso Rojo          | 36  | 7  | 8  | 21 | 020:420 | −22   | 29     |